# Gamasomorpha pusilla
Gamasomorpha pusilla är en spindelart som beskrevs av Lucien Berland 1914. Gamasomorpha pusilla ingår i släktet Gamasomorpha och familjen dansspindlar. Inga underarter finns listade i Catalogue of Life.